# Halvaria
Infra-règne
Les Halvaria sont un groupe taxonomique d'eucaryotes du sous-règne des Harosa.
On le situe parfois au niveau de l'infra-règne.

## Liste des sous-taxons
- Heterokonta (= Stramenopiles)
- Alveolata
  - Apicomplexa
  - Chromerida
  - Ciliophora
  - Dinoflagellata

## Publication originale
- (en) Cavalier-Smith T., 2010. Kingdoms Protozoa and Chromista and the eozoan root of the eukaryotic tree. Biol. Lett. 6 (3): 342–5, DOI 10.1098/rsbl.2009.0948.